# ماكسيم بومونت
ماكسيم بومونت (بالفرنسية: Maxime Beaumont) هو كاياكير فرنسي، ولد في 23 أبريل 1982 في بولوني سور مير في فرنسا.

## وصلات خارجية
- مكسيم بومونت على موقع الاتحاد الدولي للكانو (الإنجليزية)
- مكسيم بومونت على موقع اللجنة الأولمبية الدولية (الإنجليزية)
- مكسيم بومونت على موقع أوليمبيديا (الإنجليزية)
- مكسيم بومونت على موقع اللجنة الأولمبية الفرنسية (مؤرشف) (الفرنسية)